# Auguste Burdeau
Auguste Laurent Burdeau, född 10 september 1851, död 12 december 1894, var en fransk skolman och politiker.
Burdeau blev professor i filosofi 1874, kabinettschef hos undervisningsministern 1881, deputerad (radikal) 1885, marin- och kolonialminister 1892–93. Burdeau var finansminister 1893–94 och vicepresident och president i deputeradekammaren 1894.
Burdeau var förebild för karaktären Bouteiller i Maurice Barrès berömda arbete Les déracinés.